# Río Grande (Puerto Rico)
Río Grande es un municipio ubicado en el noreste del Estado Libre Asociado de Puerto Rico. Este es más conocido por ser la locación del Bosque El Yunque. 

### Barrios

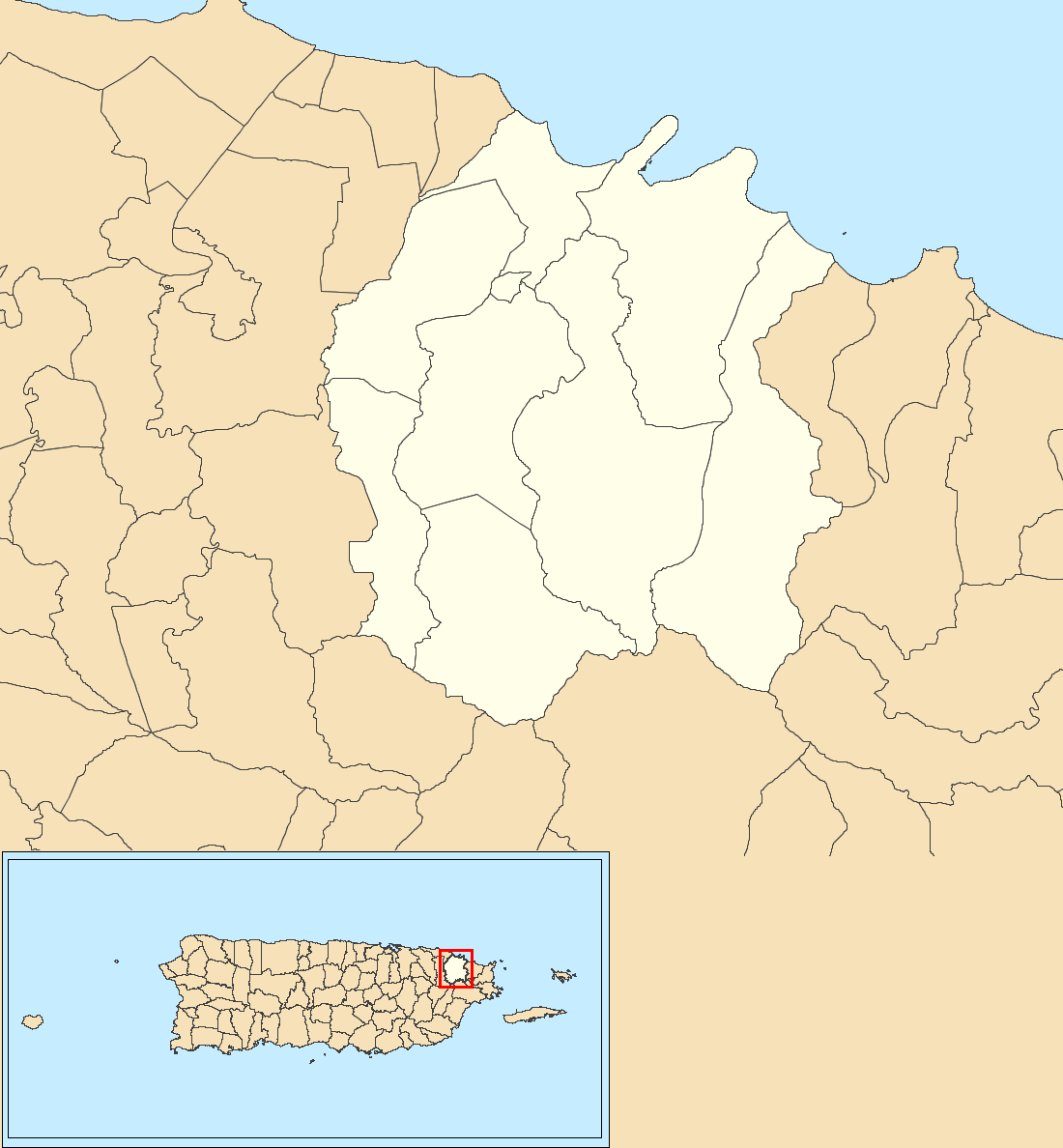
Subdivisions of Río Grande.

Río Grande se divide en 9 barrios.
1. Ciénaga Alta
2. Ciénaga Baja
3. Guzmán Abajo
4. Guzmán Arriba
5. Herreras
6. Jiménez
7. Mameyes II
8. Río Grande Pueblo[4]
9. Zarzal

## Datos básicos
- Renombre: Ciudad de El Yunque (Bosque Nacional del Caribe)

Río Grande fue fundado en 1840 y es conocido como la “Ciudad del Yunque”. Este pueblo en específico es el único de Puerto Rico que cuenta con un río totalmente navegable llamado "Espíritu Santo". La economía del municipio cuenta con varias fábricas, hoteles y más de 7 campos de golf. También se cultivan a nivel comercial flores (especialmente la azucena), plátanos, yautías, tomates y pepinillos entre otros frutos. La bandera de Río Grande consiste de dos franjas horizontales de igual tamaño, unidas por un triángulo blanco colocado del lado del asta. La franja superior es de color verde y alude a las montañas de esa zona. La franja azul representa el río Espíritu Santo y el blanco alude a las nubes y a la capa blanquecina (neblina) que viste la falda del Yunque. Sobre el triángulo blanco, aparece representada una cotorra puertorriqueña, ya que es en esta área, específicamente, en la Sierra de Luquillo, donde habita, mayormente, esta especie en peligro de extinción. Como último dato necesitan saber que en Rio Grande es el único pueblo en donde las cotorras se reproducen por alguna razón geológica. 
Localización
Río Grande está situado en lo que se conoce como el Llano Costanero del Norte. Lo limitan el Océano Atlántico y Loíza por el norte; por el sur Las Piedras, Naguabo y Ceiba, por el oeste Canóvanas y Loíza y por el este Luquillo y Fajardo.
Río Grande es muy reconocido al ser entrada al Bosque Nacional El Yunque.
Su playa se llama Las  Picuas y tiene 8 barrios :Zarzal,
Jiménez, Guzmán Abajo, Guzmán Arriba, Mameyes, Ciénaga Baja, Ciénaga Alta y Herrera.